# Задериголова, Михаил Михайлович
Михаи́л Миха́йлович Задериголова́ (ст.; род. 25 октября 1933) — советский и российский учёный, специалист в области разработки и практического использования радиоволнового метода для контроля состояния геологической среды оснований крупных строительных сооружений, расположенных в зонах природно-техногенных рисков (активные тектонические разломы, оползни, карстовые полости,  провалы над шахтными пустотами, обводнённые мульды и пр.), а также поиска и мониторинга источников загрязнения грунтов нефтепродуктами.
Разработчик и непосредственный участник реализации авторских проектов стационарных риск-ориентированных систем прогноза и раннего оповещения внезапных катастрофических активизаций оползней в скрытой стадии их развития на стратегических газопроводах России: «Уренгой — Помары — Ужгород», «Чусовой — Березники — Соликамск», «Дзуарикау — Цхинавал», «Моздок — Казимагомед».
Многолетнее практическое применение автором радиоволнового метода на нефтегазовых, других важных строительных и археологических объектах России, Украины, Польши, Чехии, Венгрии, Панамы, Малайзии, Австралии доказало, что этот метод дает возможность проводить анализ и прогноз природно-техногенных рисков, оперативно принимать управленческие решения и снизить тяжесть возможных последствий. По оценке отечественных и зарубежных профильных специалистов, авторский вариант радиоволновой технологии диагностики грунтов не имеет мировых аналогов.
Закончил Днепропетровский горный институт, кандидат технических наук, доцент, старший научный сотрудник.

## Научная деятельность
Опубликовал в России и за рубежом более 200 научных трудов, автор 6 монографий, 16 патентов, учебных пособий, в том числе, для РГУ нефти и газа им. И. М. Губкина.
Сделал публичные доклады на Ученых Советах в зарубежных университетах с демонстрацией своей аппаратуры:
1. Сиднейском строительном (Австралия, 1995 г.);
2. Панамском техническом им. Симона Боливара (Панама, 1997 г.);
3. Мадридском политехническом (Испания, 2012 г.), а также на:
  - тематическом Форуме всемирной выставки на Кубе (Гавана, 1997 г.);
  - тематическом Форуме всемирной выставки в Китае (Шанхай, 2004 г.);
  - Президиуме РГ «Риск и промышленная безопасность» Российской Академии наук (01.02.2021 г.).

Совместно с Российской академией наук, институтом ВНИИГАЗ работает над концепцией широкого применения радиоволновой технологии.
Награжден Золотой и Серебряной медалями ВДНХ СССР за создание и разработку радиоволновых технических средств (1990 и 1991 гг.).
Обладает сертификатом Члена Азиатско-Европейского геофизического общества (1997 г.).
Имеет 10-и летний педагогический стаж доцента Киевского инженерно-строительного института (1979—1989 гг.).
Лауреат премии ПАО «Газпром» в области науки и техники (Москва, 2015 г.).
Лауреат премии фонда им. Байбакова Н. К. за развитие новых технологий для ТЭК РФ (Москва, 2016 г.).
Основал и работал в фирме ООО «ГЕОТЭК». С 2016 г. является Генеральным Директором ООО «Альтумгео».